# Земська служба
Земська служба — військова повинність, яку виконувала шляхта (переважно зем'яни-ленники) у Короні Польській та Великому князівстві Литовському. На українських землях, які перебували на той час у складі вказаних держав, інститут З.с. унормувався на період 1-ї половини 16 ст. За нормами сеймової постанови 1528 передбачалося виставляти одного важкоозброєного вершника з 8 дворогосподарств, що перебували як у магнатському, так і в шляхетському володінні. Виступати на земську службу шляхтичі були зобов'язані під знаменами свого повіту (див. Посполите рушення). Це перш за все стосувалося тих зем'ян-ленників, які отримували свої володіння (в умовне або безумовне держання) на державних (королівських, великокнязівських) землях. Такою шляхетською категорією на українських землях була замкова шляхта Київського воєводства й Брацлавського воєводства. Відрізнялася ситуація на Волині, де З.с. несли переважно зем'яни-ленники приватного підпорядкування. Вони отримували свої поселення ("служби") від окремих князів та магнатів Волинського воєводства й при першому призові мусили збройно ставати під корогви останніх (див. Надвірне військо). Так одна лише Ординація Острозька могла виставити 300 важкоозброєних шляхтичів (без урахування легкої кінноти та піхотинців). З.с. зем'ян-ленників передбачала не лише військову кінну службу, але й надання підпорядкованих селян з реманентом для робіт по фортифікації замків та ін. обов'язки щодо свого сюзерена (урочисту зустріч та супровід останнього, "гостинність" та утримання його почту, забезпечення фуражем та кіньми тощо). З.с. вимагала чіткого узгодження норм васальних відносин (сюзерена та зем'ян), які були близькі до класичного ленного права Європи, що передбачало спадкове володіння васалами й землею за умов відданості й належної служби сюзерену. Останній зі свого боку також чітко фіксував свої зобов'язання в заповітах, гарантував підлеглим всіляку ленну опіку та турботу про долю зем'ян після своєї смерті.